# Filobutonistyka

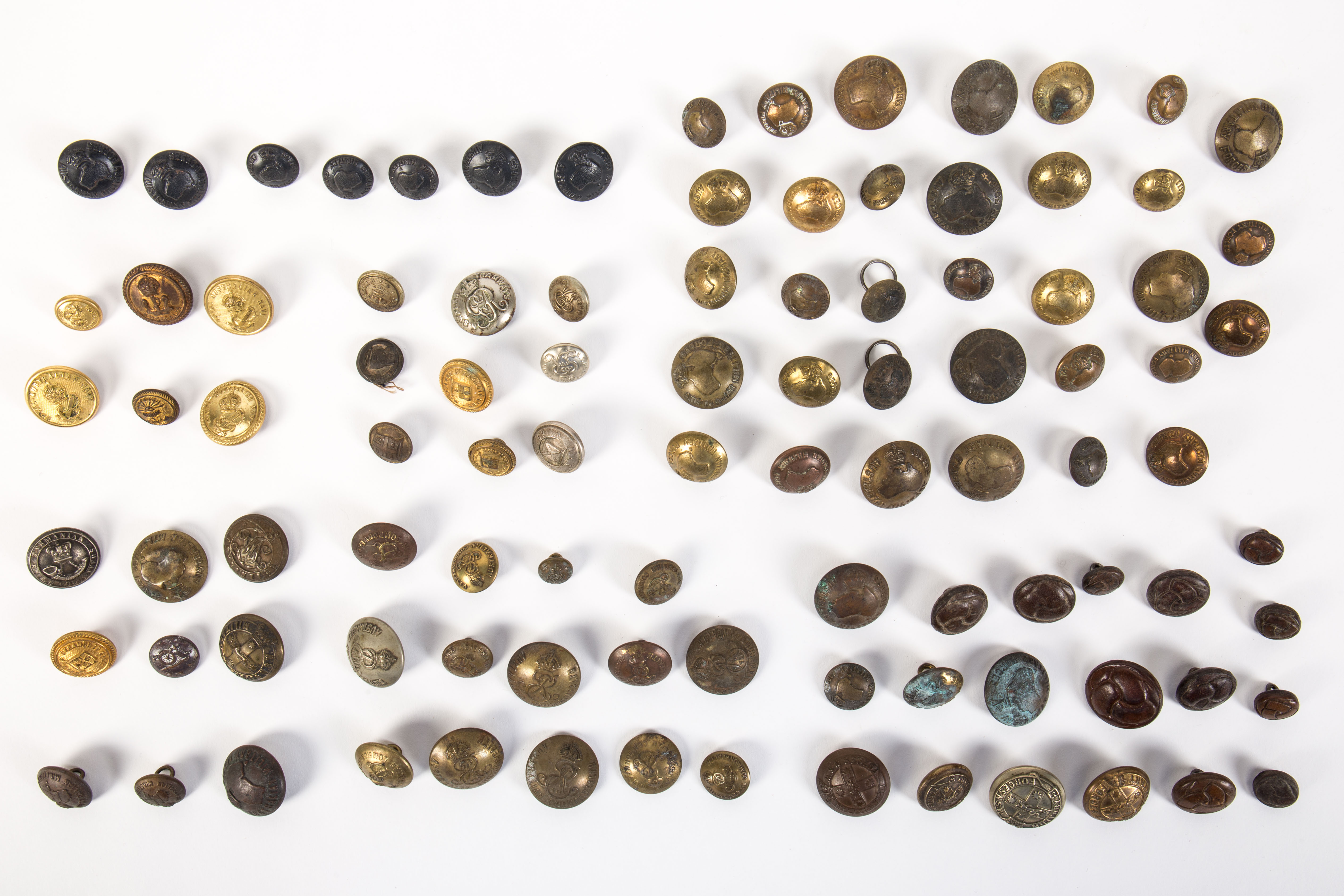
Kolekcja guzików wojskowych

Filobutonistyka – hobby polegające na kolekcjonowaniu przedmiotów takich jak guzy, guziki czy haki mundurowe.